# Norra Ängby
Norra Ängby – dzielnica (stadsdel) Sztokholmu, położona w jego zachodniej części (Västerort) i wchodząca w skład stadsdelsområde Bromma. Graniczy z dzielnicami Beckomberga, Bromma Kyrka, Riksby, Åkeshov, Nockebyhov, Södra Ängby, Blackeberg i Råcksta.
Według danych opublikowanych przez gminę Sztokholm, 31 grudnia 2020 r. Norra Ängby liczyło 6075 mieszkańców. Powierzchnia dzielnicy wynosi łącznie 2,05 km², z czego 2 hektary stanowią wody.
Na terenie dzielnicy położona jest stacja Åkeshov (zielona linia (T17 i T19) sztokholmskiego metra).